# Cyrtoglossum
× Cyrtoglossum (abreviado Cgl) es un híbrido intergenérico entre los géneros de orquídeas Cyrtochilum × Odontoglossum. Fue publicado en Sander's List Orchid Hybrids Addendum 2002-2004: xxviii (2005).